# Partisans
Partisans (en castellano, «Partisanos») fue una revista publicada en Francia entre 1961 y 1972, dirigida por el editor François Maspero, que abordó temáticas de literatura y política y acogió textos sobre teoría marxista.

## Historia
La revista fue fundada por François Maspero, editor de ideología de izquierda política, librero, traductor y escritor, junto al escritor Jean Bruller, alias Vercors. Creada en 1961, se convirtió en un megáfono del movimiento anticolonialista, lo que le significó la censura gaullista, que incluyó una quincena de prohibiciones de libros y de sus tres primeros números. Junto con Les Éditions de Minuit, fundada por Jean Bruller y dirigida desde 1948 por Jérôme Lindon, Éditions Maspero fue una de las pocas editoriales en Francia de la oposición, debido a lo cual sufrió numerosos ataques de la extrema derecha y la Organización del Ejército Secreto.
Su primer consejo de redacción, reunido en torno a François Maspero, incluyó a Marie-Thérèse Maugis, Jean Carta, Georges Dupré, Gérard Chaliand, Nils Andersson, Maurice Maschino, Georges M. Mattei, Pierre-Jean Oswald y Jean-Philippe Talbo Bernigaud. A ellos se unirán prontamente Robert Paris, Pierre Vidal-Naquet y Jean-Louis Hurst. La revista inició con una periodicidad bimestral.

### Publicaciones
En la revista publicaron diversos líderes anticolonialistas y antiimperialistas de izquierdas de los años 1960: Fidel Castro, Che Guevara, Amílcar Cabral, Ahmed Ben Bella. Émile Copfermann se convirtió en el director de la revista. Georges Dupré y Émile Copfermann se hicieron cargo de las secciones de teatro. La revista también publicó poemas de autores como Bertolt Brecht, Pablo Neruda o Nâzım Hikmet. Entre 1962 y 1963, Georges Perec publicó una serie de artículos que constituyeron un esbozo crítico de teoría literaria. La sección de cine estuvo a cargo de Jean Carta.. 
La temática de la liberación sexual fue abordada con la publicación en 1966 de un número sobre «Sexualité et répression» («Sexualidad y represión») que incluía aportes de los principales teóricos de la revolución sexual, Herbert Marcuse y Wilhelm Reich, y encuestas sobre la situación de los jóvenes y las mujeres dirigidas a ilustrar la miseria sexual. Un segundo número de la revista sobre el mismo tema apareció en 1972. Este número continuó la elaboración teórica de la revolución sexual y dedicó un apartado importante a la represión de la homosexualidad.
En el otoño de 1970 apareció «Libération des femmes, année zéro» («Liberación de la mujer, año cero»), un número especial feminista producido únicamente por mujeres y que reúne testimonios de activistas anónimas y textos firmados por mujeres francesas y estadounidenses.
Otros números destacados tienen como tema: «Théâtre et politique» («teatro y política») editado por Émile Copfermann, con textos destacados de Bernard Dort y Erwin Piscator; «Pédagogie: éducation ou mise en condition?» («Pedagogía: ¿educación o condicionamiento?»), con contribuciones de Fernand Oury, Jean Oury, Fernand Deligny, entre otros; «Sport, culture et répression» («Deporte, cultura y represión»), con la contribución de Jean-Marie Brohm. Después de las protestas de mayo de 1968, apareció el número especial «Ouvriers, étudiants, un seul combat!» («¡Obreros, estudiantes, una sola lucha!»). También se publicó el número «Rosa Luxemburg vivante», con motivo del cincuentenario del asesinato de Rosa Luxemburgo. En 1970, un número titulado «Le peuple palestinien en marche» («El pueblo palestino en marcha») acogió las Reflexiones al margen de una tragedia de Pierre Vidal-Naquet en las que expresaba su antisionismo.